# Venray
Venray este o comună și o localitate în provincia Limburg, Țările de Jos. 

## Localități componente
Venray, Castenray, Heide, Leunen, Merselo, Oirlo, Oostrum, Smakt, Veulen, Vredepeel, Ysselsteyn.

## Personalități născute aici
- Harma van Kreij (n. 1993), handbalistă.